# Nicholas Hilliard
Vous lisez un « bon article » labellisé en 2009.
Nicholas Hilliard (Exeter, vers 1547 - Londres, 7 janvier 1619) est un orfèvre et un enlumineur anglais plus connu comme portraitiste en miniatures à la cour d'Élisabeth Ire d'Angleterre et de Jacques Ier d'Angleterre.
Il est réputé pour ses miniatures ovales bien qu'il ait parfois utilisé des formats plus importants, jusqu'à 25 centimètres. Pendant quarante-cinq ans, il a connu un indéniable succès artistique mais des problèmes financiers continus.
Ses portraits d'Élisabeth Ire illustrent encore les différences qui le démarquent des autres peintres du reste de l'Europe au cours du XVIe siècle. Il introduit un arrière-plan caractérisé par la présence d'un rideau plissé en velours au lieu du traditionnel fond bleu exécuté à l'aquarelle.
Très traditionnelles techniquement et suivant les standards en usage en Europe, ses peintures sont superbement exécutées et ont une fraîcheur et un charme qui ont fait dire qu'il « occupe une position centrale dans l'art de la période élisabéthaine et qu'il est le seul peintre dont les travaux reflètent, dans leur délicat microcosme, l'univers shakespearien. »

## Origine et formation

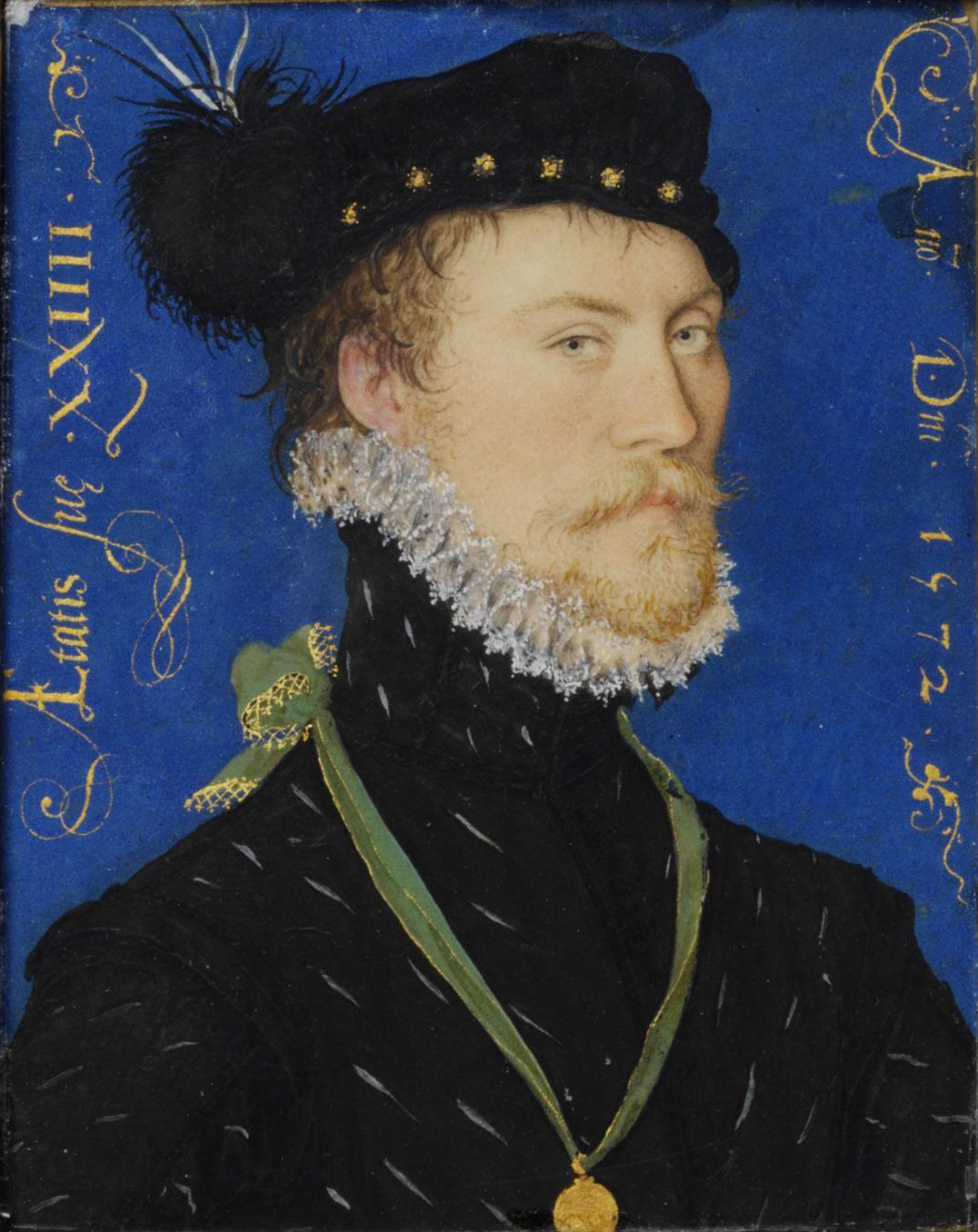
Portrait d'un inconnu (1572) -, Victoria and Albert Museum.

On ne connaît pas avec précision la date de naissance de Nicholas Hilliard. On pense qu'il aurait vu le jour vers 1547. Il est le fils de Richard Hilliard (1519-1594), un orfèvre protestant de la ville d'Exeter dans le Devon, qui est également le shérif de la ville et du comté en 1560. Sa mère s'appelle Laurence. Elle est la fille de John Wall, un orfèvre londonien.
Hilliard est peut-être un proche parent de Grace Hiller (Hilliar), première épouse de Theophilus Eaton (1590-1657), le cofondateur de la Colonie de New Haven en Amérique du Nord.
Il semble qu'il se soit joint très jeune à la maisonnée d'un des grands marchands à Exeter, John Bodley, père de Thomas Bodley qui créa la librairie qui porte son nom à Oxford. John Bodley s'exile lorsque la reine catholique Marie Ire accède au trône. Le 8 mai 1557, Hilliard, alors âgé de dix ans, est vu à Genève comme faisant partie de l'un des onze membres de la famille Bodley lors d'un service calviniste présidé par John Knox. Si le calvinisme ne semble pas avoir marqué Hilliard, le français qu'il acquiert à cette occasion lui sera d'une grande utilité ultérieurement. Thomas Bodley, de deux ans son aîné, poursuit, à la tête des érudits genevois, une éducation plutôt rigide, mais il n'est pas attesté qu'Hilliard ait suivi de telles études.
En 1560, Hilliard réalise un autoportrait. Il est alors âgé de treize ans. On dit qu'il aurait peint un portrait de Marie Ire d'Écosse, reine d'Écosse, à l'âge de 18 ans, ce qui est peu probable.
Hilliard entre en apprentissage chez Robert Brandon, joaillier de la reine, qui est également orfèvre et chambellan de Londres. Sir Roy Strong, conservateur et ancien directeur du V&A et de la National Portrait Gallery, émet l'hypothèse qu'Hilliard ait pu être initié à l'enluminure par Levina Teerlinc à cette époque. Cette dernière est la fille de Simon Bening le dernier grand maître Flamand de l'enluminure traditionnelle de manuscrits qui devient peintre à la cour d'Henri VIII à la mort de Hans Holbein le Jeune. Après sept ans d'apprentissage, Hilliard est promu citoyen d'honneur de la Vénérable Compagnie des Orfèvres en 1559. Il ouvre une échoppe avec son frère John (un autre de ses frères est aussi orfèvre et le puîné, prêtre).
En 1576, il épouse Alice (1556-1611),,, la fille de son maître Brandon, laquelle lui donnera sept enfants.

## Le miniaturiste de la Cour d'Angleterre

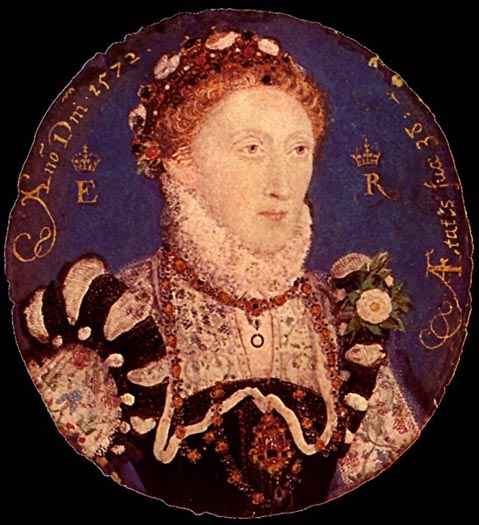
Portrait en miniature d'Élisabeth d'Angleterre 1572

Hilliard termine son apprentissage à l'époque où l'on « cherchait désespérément » un peintre pour faire le portrait de Sa Majesté. À partir de 1571, il réalise plusieurs portraits pour Robert Dudley, Ier comte de Leicester et favori de la reine, devenant ainsi un personnage célèbre à la cour. Grâce à son patronage, il est donc probable que Hilliard ait pu attirer l'œil de la Reine. Deux portraits exécutés à l'huile sur panneau de bois lui sont attribués : le « Phoenix » et le « Pélican » datés vers 1575. Les portraits reprennent la miniature de la reine datée de 1572. Hilliard est nommé miniaturiste attitré auprès d'Élisabeth Ire à une date inconnue, sans doute à la même période. Dès 1573, sur son ordre, il bénéficie d'une pension « pour ses bons et loyaux services ».

### Hilliard à Paris
Grâce à cette protection, Hilliard, fraîchement marié, est sans doute envoyé par la reine auprès du Duc d'Alençon et embarque à l'automne 1576 pour la France « avec, pour seule intention, d'améliorer ses connaissances par ce voyage, et surtout pour gagner quelque argent auprès des lords et ladies afin de réaliser de meilleures prestations à son retour en Angleterre », comme le rapporte Sir Amyas Paulet, ambassadeur de Londres à Paris, auprès duquel Hilliard a séjourné la plupart du temps durant son séjour en France. Au cours de son voyage parisien, Hilliard peint le portrait en miniature de Francis Bacon, l'attaché d'ambassade.
Hilliard reste en France jusqu'en 1578-1579, pénétrant les milieux artistiques qui gravitent autour de la Cour, devenant l'ami de Blaise de Vigenère de George de Ghent, peintre de la Reine Louise de Lorraine. Dans son traité sur la miniature, il affirme avoir rencontré le poète Ronsard qui lui aurait dit : « Les îles [anglaises] ne permettent que rarement à un homme rusé d'aller de l'avant, mais, quand cela arrive, c'est toujours parfait. »
Son nom paraît dans les registres de François duc d'Anjou et d'Alençon, un prétendant de la reine Élisabeth, en tant que valet de chambre appointé en 1577 à 200 livres sous le nom de « Nicolas Belliart, peintre anglois ». Il apparaît également dans la liste des valets de la garde-robe du duc dans une liste publiée dans les Mémoires du Duc de Nevers, datée du 5 août 1576 et où il est payé 600 livres. La miniature dite de Marguerite de Valois ou de madame de Sourdis est datée de 1577, année où elle devient demoiselle d'honneur à la cour de France.

### Une gestion financière hasardeuse
L'argent est un problème récurrent chez Hilliard. 5 £ pour une miniature semble être le prix habituel pratiqué par le miniaturiste. Il faut le comparer aux prix pratiqués par Cornelis Ketel dans les années 1570 et qui sont de 1 £ pour un portrait et 5 pour une représentation en pied. En 1599, la reine assure à Hilliard une pension annuelle de 40 £, ce qui est tout à fait normal. En 1617, le miniaturiste s'arrange pour obtenir l'exclusivité de la production de miniatures et de gravures représentant Jacques Ier, ce que la reine Élisabeth lui a refusé en 1584.
Quoi qu'il en soit, Hilliard est brièvement incarcéré à la prison de Ludgate en tant que caution pour la dette d'un autre et incapable de payer la somme demandée. Son beau-père accorde, d'évidence, peu de confiance à son sens des affaires. Le testament qu'il fait en 1591 assure à sa fille un revenu administré par la Compagnie des Orfèvres. Cette même année, la reine lui fait don de 400 £ (une somme considérable) eu égard au fait qu'une de ses annuités a été omise. Il regrette encore amèrement, quelque 25 ans plus tard, d'avoir investi de l'argent, après son retour de France (en 1578), dans un projet (ou, peut être, s'agissait-il d'une escroquerie) concernant une mine d'or en Écosse.

## Le retour à Londres

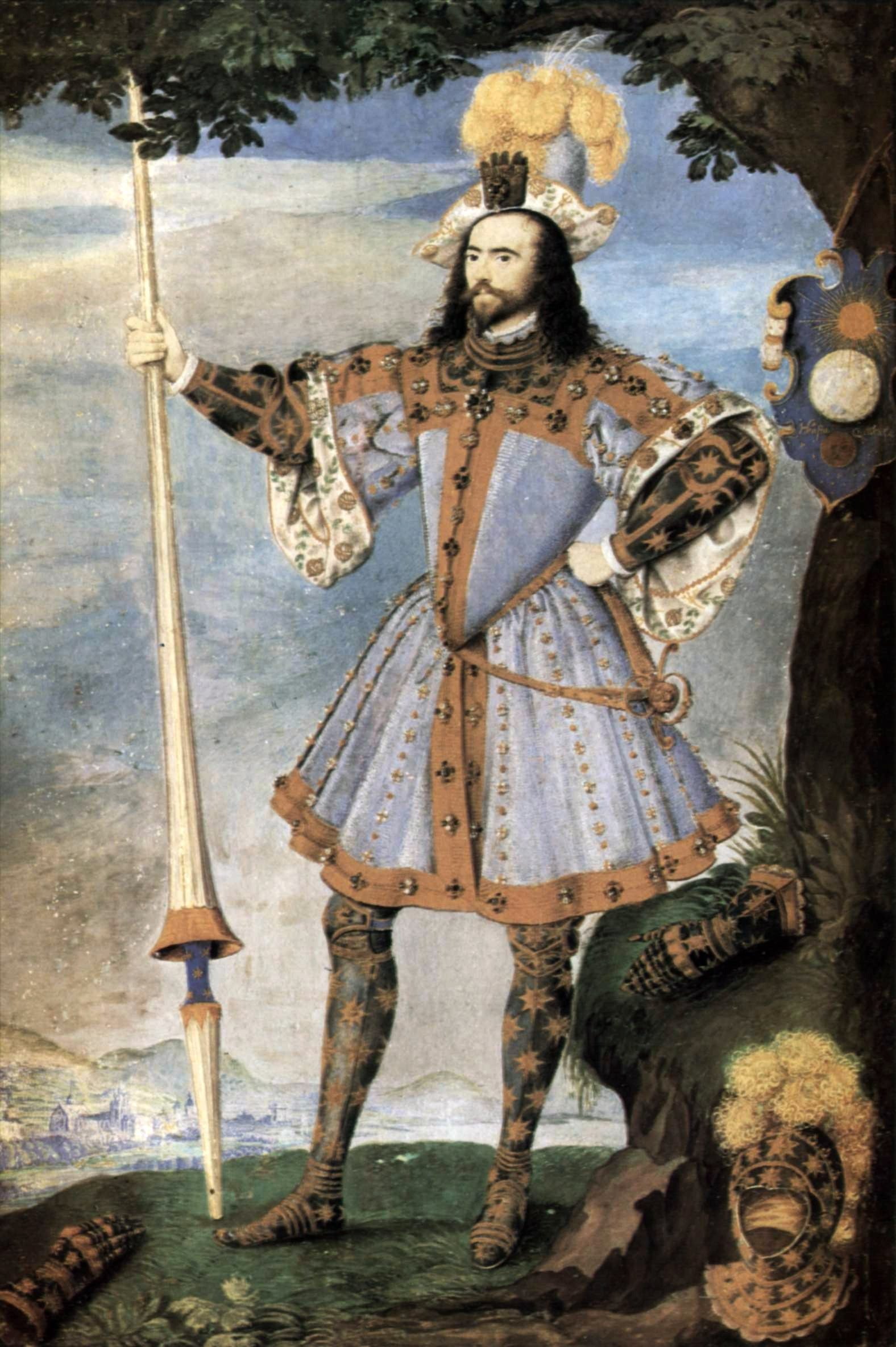
Grande miniature représentant George Clifford, 3e comte de Cumberland, par Hilliard vers 1590, après sa nomination en tant que Champion de la Reine. Il arbore le gant de la reine épinglé sur son chapeau -.

Après être rentré au pays en 1578, il habite et tient son atelier dans une maison située dans le centre de Londres, très exactement à Gutter Lane près de la rue Cheapside. Il y sera présent de 1579 à 1613 jusqu'à ce que son fils et élève prenne la relève de son atelier pour des dizaines d'années. Hillard déménage alors dans la paroisse de St Martin-in-the-Fields, loin du centre de Londres et près de la Cour d'Angleterre.

### L'atelier d'orfèvrerie
Strong écrit que l'ouverture de son atelier est une « révolution » qui lui amène rapidement une importante clientèle recrutée depuis les personnages de la Cour jusqu'à l'aristocratie et, vers les dernières années du siècle les marchands importants de Londres.
Mis à part son fils Laurence, qui perpétue une version médiocre du style paternel, Isaac Oliver, de loin le plus connu, et Rowland Lockey figurent parmi ses élèves. Il semblerait qu'il ait également enseigné à des amateurs. Une lettre d'une jeune femme ayant « terminé » ses études à l'atelier en 1595 parle ainsi : « J'ai pris une heure dans l'après-midi pour mes cours de dessin... Ma patronne... m'a dit, un jour où elle était de bonne humeur, qu'elle demanderait à Hilliard d'être mon maître. Si elle pouvait le faire, elle le ferait. ».

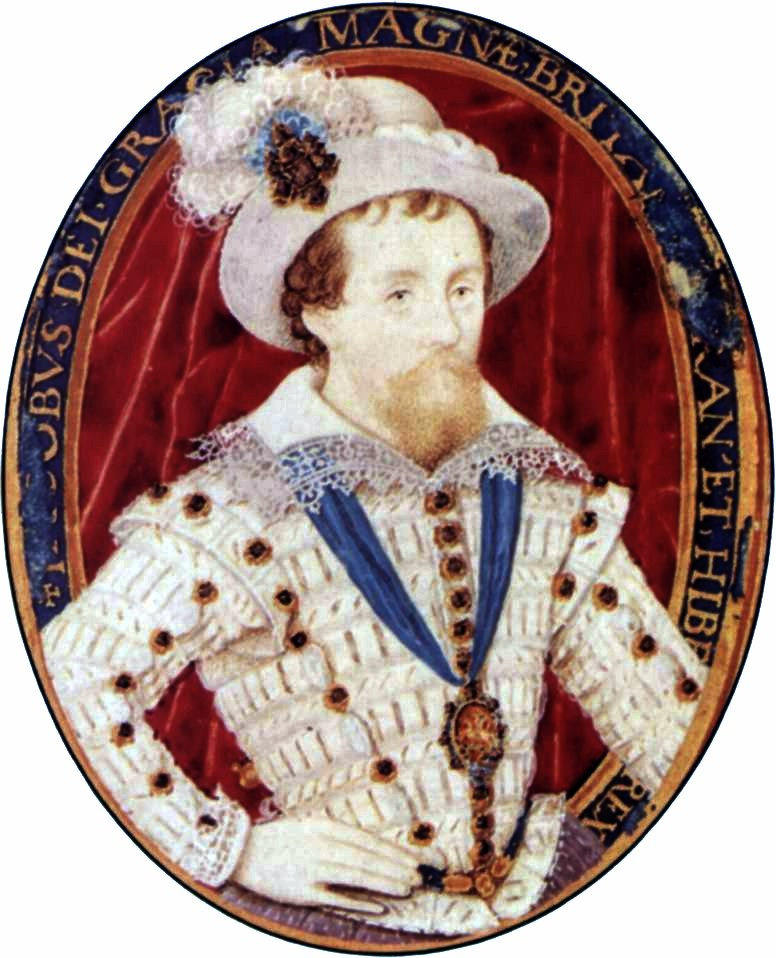
Jacques Ier, 1603-09, Victoria and Albert Museum.

Hilliard poursuit, parallèlement à son travail de miniaturiste, celui d'orfèvre et produit quelques spectaculaires boîtes incrustées de miniatures ainsi que des entourages sertis de diamants pour les miniatures afin que ces dernières puissent être portées, en médaillon, autour du cou à l'image de celui que Jacques Ier (de ce point de vue plus généreux que la reine Élisabeth) a offert à un courtisan, Thomas Lyte, en 1610 (de là vient le nom de « joyau de Lyte » donné à cette production de médaillons). Le « joyau Armada » offert par Élisabeth à Sir Thomas Heneage ainsi que le « pendentif Drake » qui a été donné à Sir Francis Drake sont les exemples les plus connus de la production d'Hilliard.
En signe de dévotion à la reine Élisabeth, les courtisans sont censés arborer le cadeau de la reine (tout du moins à la Cour). Élisabeth possède sa propre collection de miniatures enfermées dans un cabinet situé dans sa chambre à coucher. Ces miniatures sont enveloppées dans du papier et étiquetées. L'une d'elles est marquée « Image de Mon Lord » contient un portrait du Lord Leicester.
Ses attributions en tant que miniaturiste de la Couronne incluent l'enluminure de manuscrits. À ce titre, il a été mandaté pour décorer certains documents importants tels que la Charte de l'Emmanuel College (Cambridge) en 1584 qui contient Élisabeth sur le trône dans un encadrement élaboré dans le style de la Renaissance Flamande. Il semble qu'il ait également décoré de gravures sur bois les encadrements des pages de titre et les marges de livres dont certains portent ses initiales.

### Portraitiste de la Cour
Il bénéficie d'une grande faveur aussi bien auprès de la reine Élisabeth (dont il est le portraitiste exclusif en 1583-1584) que de Jacques Ier. Le 5 mai 1617, il reçoit du roi une lettre de patente lui concédant l'exclusivité des gravures représentant les portraits royaux pendant une durée de douze ans. Il semblerait qu'il utilise les compétences d'un immigré, Renold Elstrack, pour graver les plaques de métal qui serviront ensuite à tirer les gravures sur papier.
Le nombre de portraits d'un Jacques Ier toujours plus prodigue a des effets sur la qualité du travail d'Hilliard. Lorsque Roger Manners, 5e comte de Rutland, revient de l'ambassade anglaise au Danemark, il lui est fait cadeau, ainsi qu'à seize membres de sa suite, d'un portrait du roi pendu à une chaîne en or. Les autres membres de l'ambassade recevant simplement un portrait du roi.
L'estime que ses contemporains portent à Hilliard est attestée par un poème de John Donne dont le titre est « The Storm » (1597). Il y vante le travail de l'artiste.
Hilliard s'éteint au tout début de l'année 1619. Il est enterré le 7 janvier à l'église de St Martin-in-the-Fields, Westminster. Son testament, écrit le 24 décembre 1618, est conservé aux archives nationales britanniques. De par sa volonté, il laisse vingt shillings aux pauvres de la paroisse, trente autres sont à partager entre ses deux sœurs, quelques effets vont à sa domestique et le reste à son fils, Laurence Hilliard.
La plus grande partie de son œuvre est restée en Grande-Bretagne. Elle est conservée, en majorité, au Victoria and Albert Museum de Londres, et dans les collections royales britanniques. La National Portrait Gallery possède également plusieurs autres pièces. Les excellentes conditions dans lesquelles les miniatures ont été conservées ont évité l'intervention de restaurateurs. Cependant, certains pigments ont passé et l'oxydation des peintures à base d'argent est habituelle.

## La technique d'Hilliard

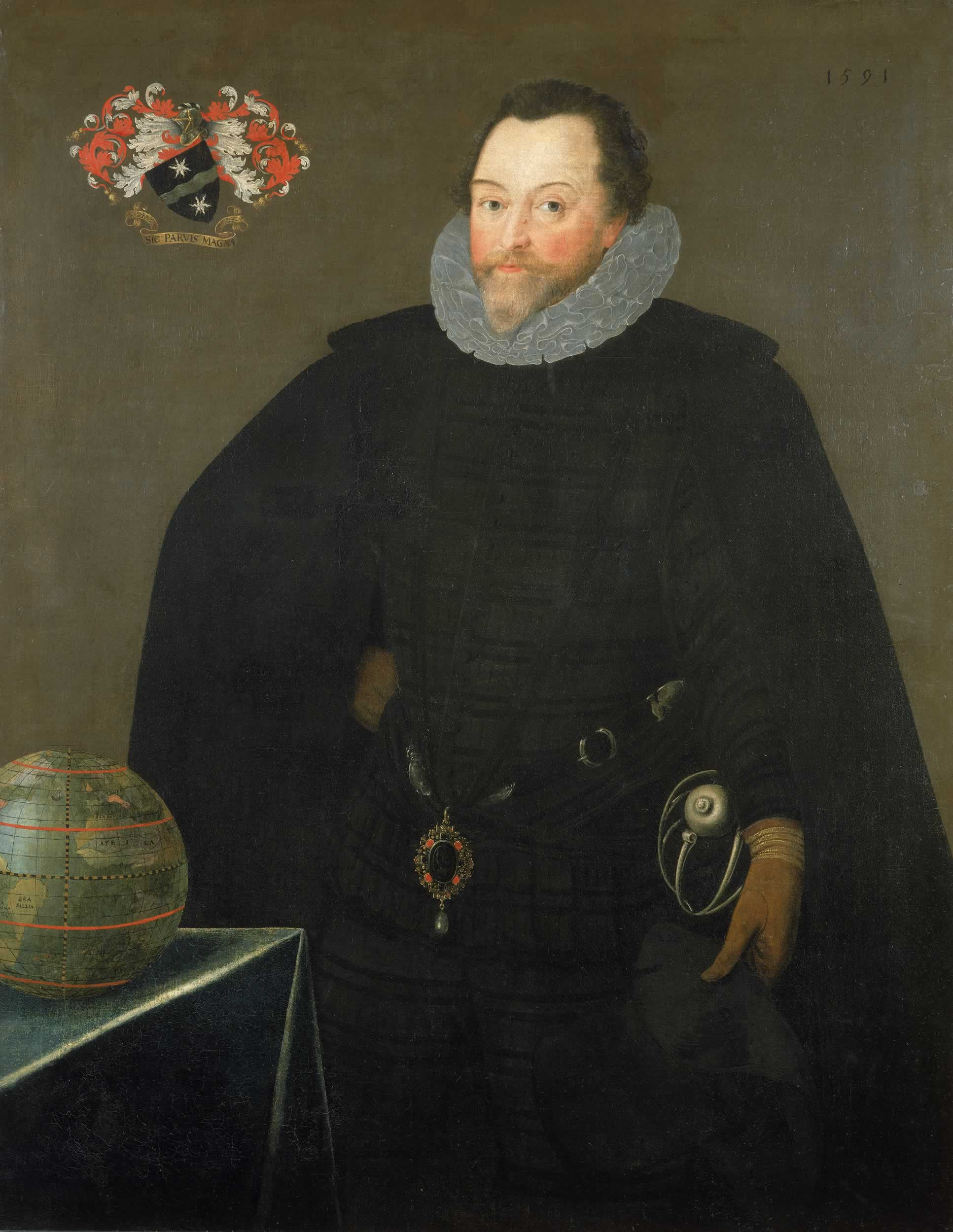
Portrait de Sir Francis Drake arborant le « pendentif Drake » à sa ceinture, 1591.

Hilliard est l'auteur d'un important traité sur la peinture en miniature aujourd'hui nommé The art of Limming (L'Art de l'enluminure). Rédigé en anglais, vers 1600, sa seule copie datée de mars 1624 est conservée à la bibliothèque de l'université d'Édimbourg. Il ne sera publié qu'en 1912 dans le premier Volume of the Walpole Society. Certains pensent que l'auteur de ce traité serait en fait John de Critz, peintre en chef de Jacques Ier, qui l'aurait écrit sur les indications d'Hilliard et au bénéfice d'un de ses élèves (peut être Isaac Oliver). La majeure partie de la communauté scientifique s'accorde cependant pour dire que le traité a été rédigé par Hilliard.
Les deux maîtres dont Hilliard est un très grand admirateur, Hans Holbein le jeune, peintre à la cour d’Henri VIII d’Angleterre, et Albrecht Dürer, mentionnés dans le traité, étaient décédés au moment de sa naissance. Ce dernier ne pouvait donc les connaître qu’à travers leurs gravures. On peut écrire que, sous maints aspects, l'œuvre d'Hilliard est plus traditionnelle que celle d'Holbein. La peinture continentale exerce une forte influence sur Hilliard que ce soit par l'utilisation de rehauts de craie à la manière des artistes français ou par le maniérisme italien dont l'école de Giovanni Paolo Lomazzo fait partie. Hilliard s'écarte beaucoup du Baroque débutant, en vogue à son époque, pour se rapprocher de l'œuvre du Greco (1541-1614).
Son traité sur la miniature met en garde contre toutes les techniques nouvelles sauf contre l'usage parcimonieux du clair-obscur qui modèle sa peinture et rejoint la pensée de la reine Élisabeth Ire, sa protectrice : « elle dit qu'il vaut mieux se montrer en pleine lumière plutôt qu'avec des ombres ici ou là... Sa Majesté... choisit de s'asseoir dans ce but dans l'allée pleine de lumière d'un grand et beau parc sans arbres trop proches et sans ombre du tout... »

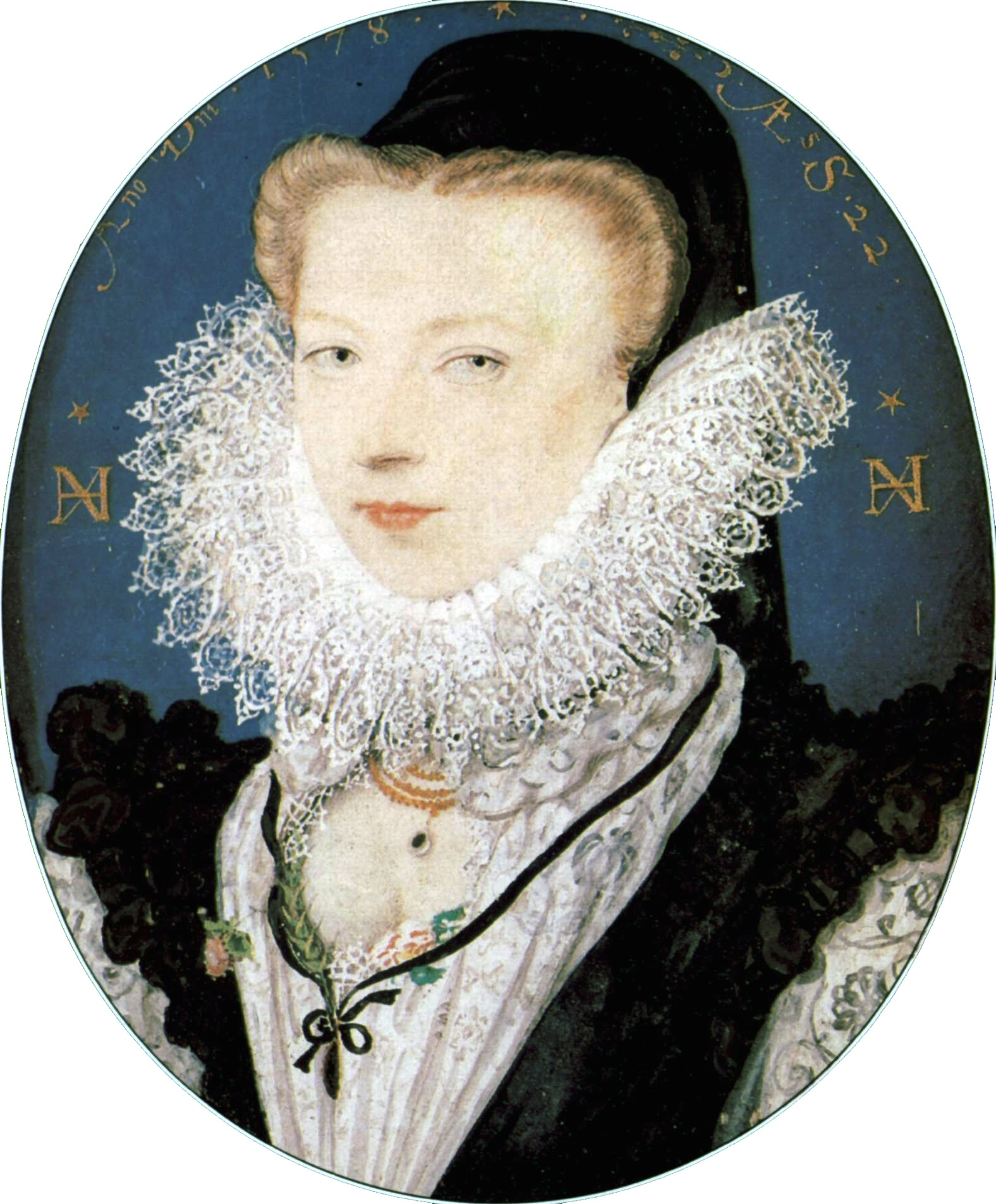
Portrait d'Alice, épouse d'Hilliard, 1578. Un exemple de l'influence des artistes français dans le travail d'Hilliard.

Il insiste sur la nécessité de saisir « la grâce de l'expression d'où transparaît une tendresse qui ne peut être bien rendue ni bien jugée que par une personne avisée ». Ainsi, un « dessinateur attentionné » devrait « guetter » et « saisir ces merveilleuses attitudes, ces sourires espiègles et ces coups d'œil furtifs qui surgissent soudainement, tel un éclair, avant qu'une nouvelle expression ne les remplace ».
Sa technique habituelle (à l'exception des copies de portraits royaux) était de peindre le visage d'après la personne, probablement lors d'au moins deux poses. Il conserve diverses teintes de couleur chair qu'il préparait par avance pour gagner du temps en peignant la « carnation ». Il peint ensuite les contours et les traits du visage à l'aide d'un « crayon » dont le trait est à peine visible (en fait, un pinceau extrêmement fin fait de poils d'écureuil), avant de les mettre en valeur d'un léger hachuré. Il rend les jeux de lumière, en particulier pour les vêtements et les bijoux, par d'épaisses touches de peinture afin de donner du relief aux perles ou à la dentelle par exemple. Quelques miniatures non terminées donnent une bonne idée de sa technique. Il a probablement réalisé aussi quelques dessins dont peu sont parvenus jusqu'à nous.
Il joue habituellement du bleu profond sur lequel il détache son personnage, et donne un aspect précieux à la miniature par les rehauts d'or du costume, des devises et de la date.
Sa technique évolue quelque peu après 1570. À l'exception de quelques perfectionnements, beaucoup de ses rééditions des peintures représentant Jacques Ier et sa famille sont plus fragiles que les œuvres réalisées à ses débuts. Le Roi n'aimait pas poser si bien qu'Hilliard n'avait que peu de temps devant lui pour réaliser son portrait. À partir de 1590, son élève, Isaac Oliver, devient son concurrent et est nommé enlumineur attitré de la reine Anne du Danemark en 1604 puis auprès du Prince de Galles Henri en 1610. Oliver a voyagé à l'étranger et développé un style plus moderne que son maître. Il était, en outre, meilleur dessinateur pour ce qui est des perspectives mais il ne pouvait soutenir la comparaison avec Hilliard pour la vigueur du trait et l'approche psychologique.
Un portrait d'Henry Percy, 9e comte de Northumberland, réalisé vers 1595 par Nicholas Hilliard, est une gouache sur vélin, collé sur carte à jouer de 5 × 6 cm. Il est conservé au Fitzwilliam Museum de Cambridge .

## Galerie

### Portraits sur panneau de bois

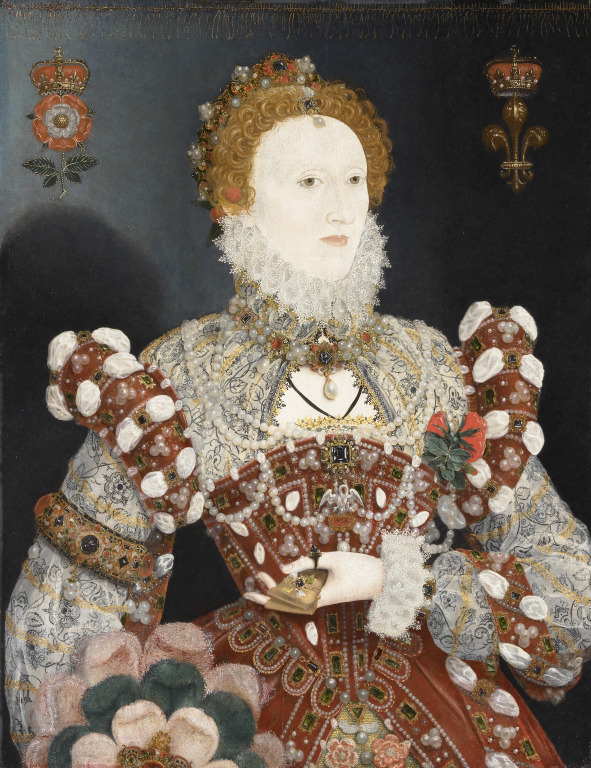
Élisabeth Ire, le portrait dit « Pélican », vers 1572
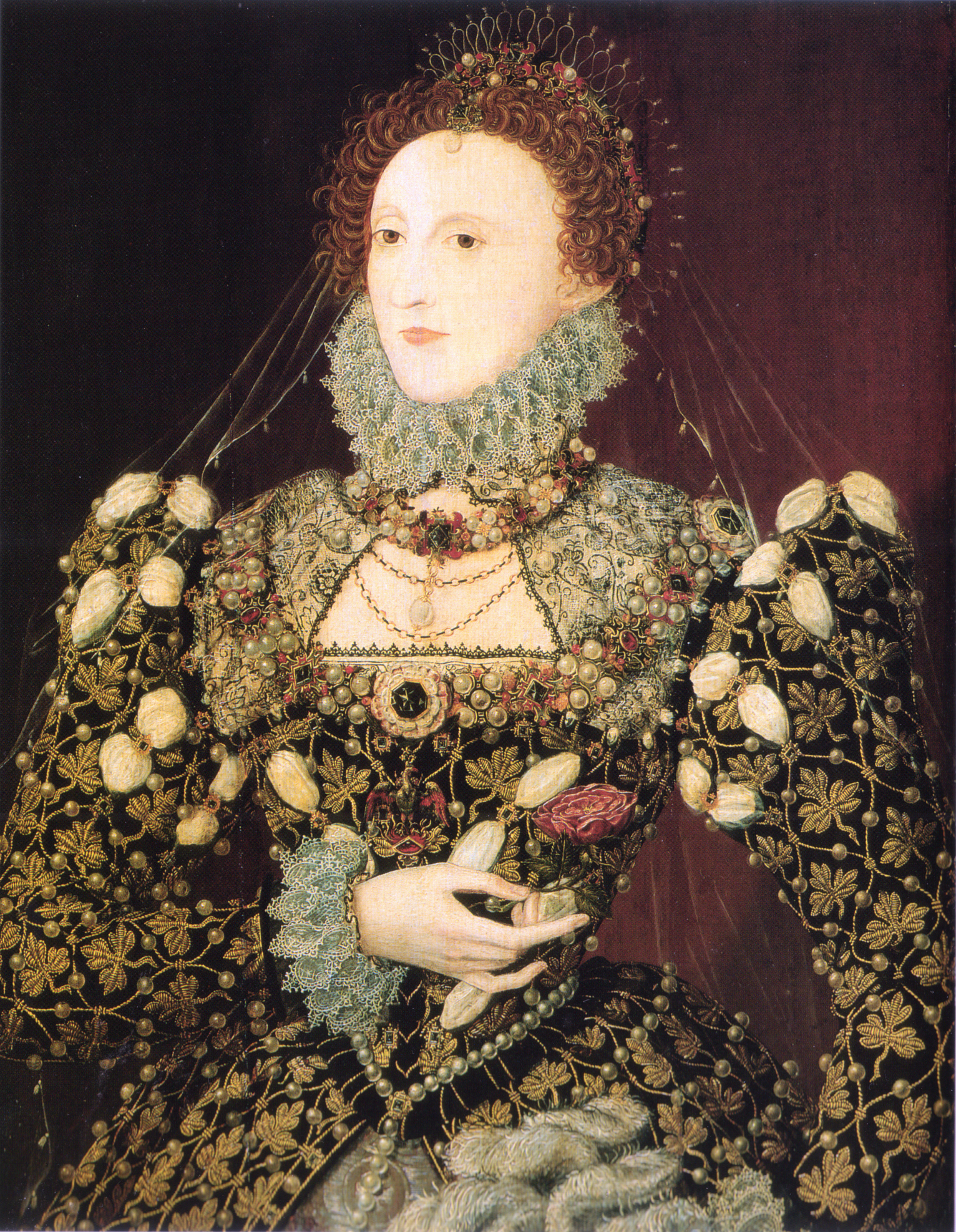
Élisabeth Ire, le portrait dit « Phoenix », vers 1575

### Portraits en miniature

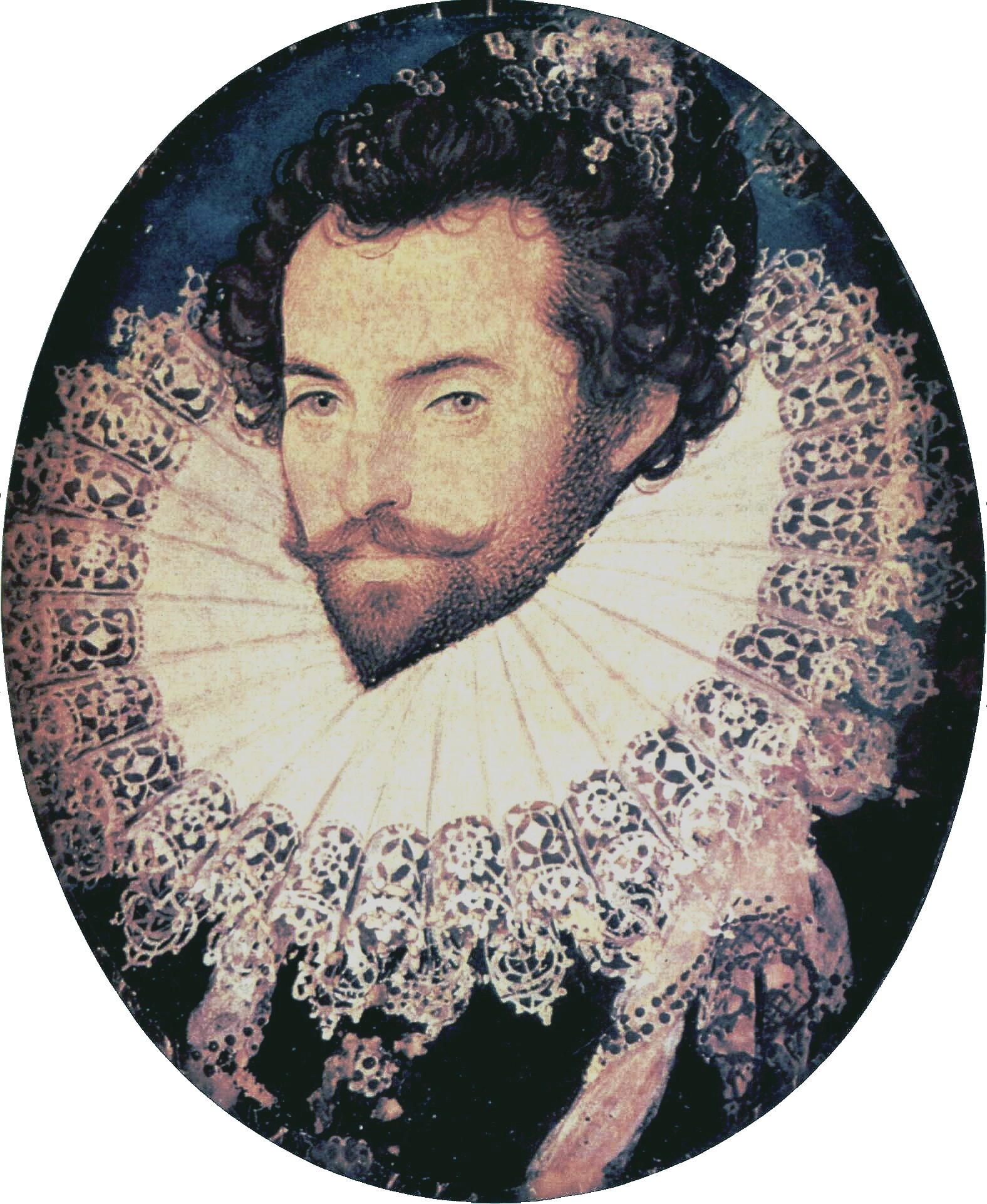
Portrait de Sir Walter Raleigh, 1585
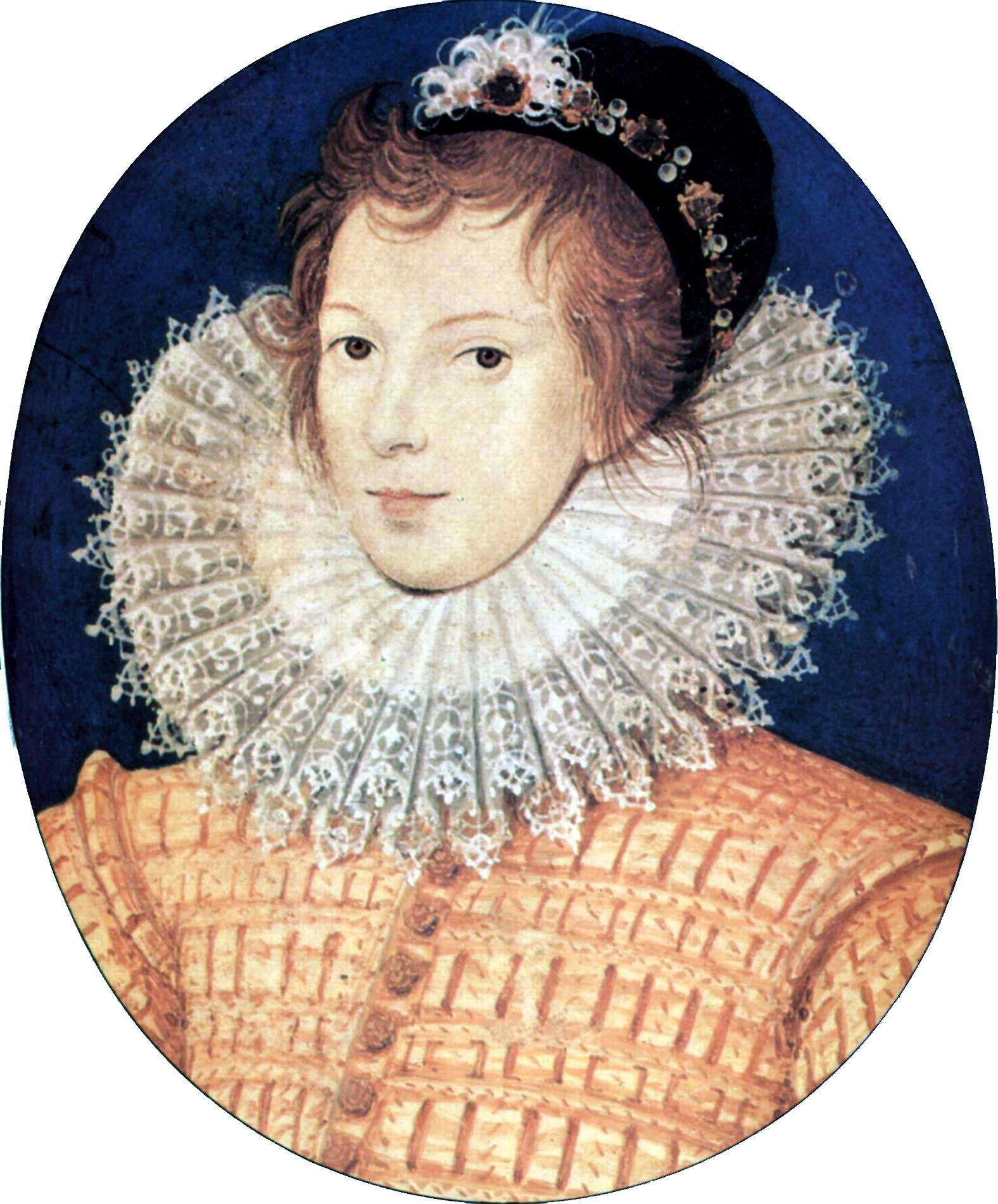
Portrait d’une inconnue, 1585, V&A
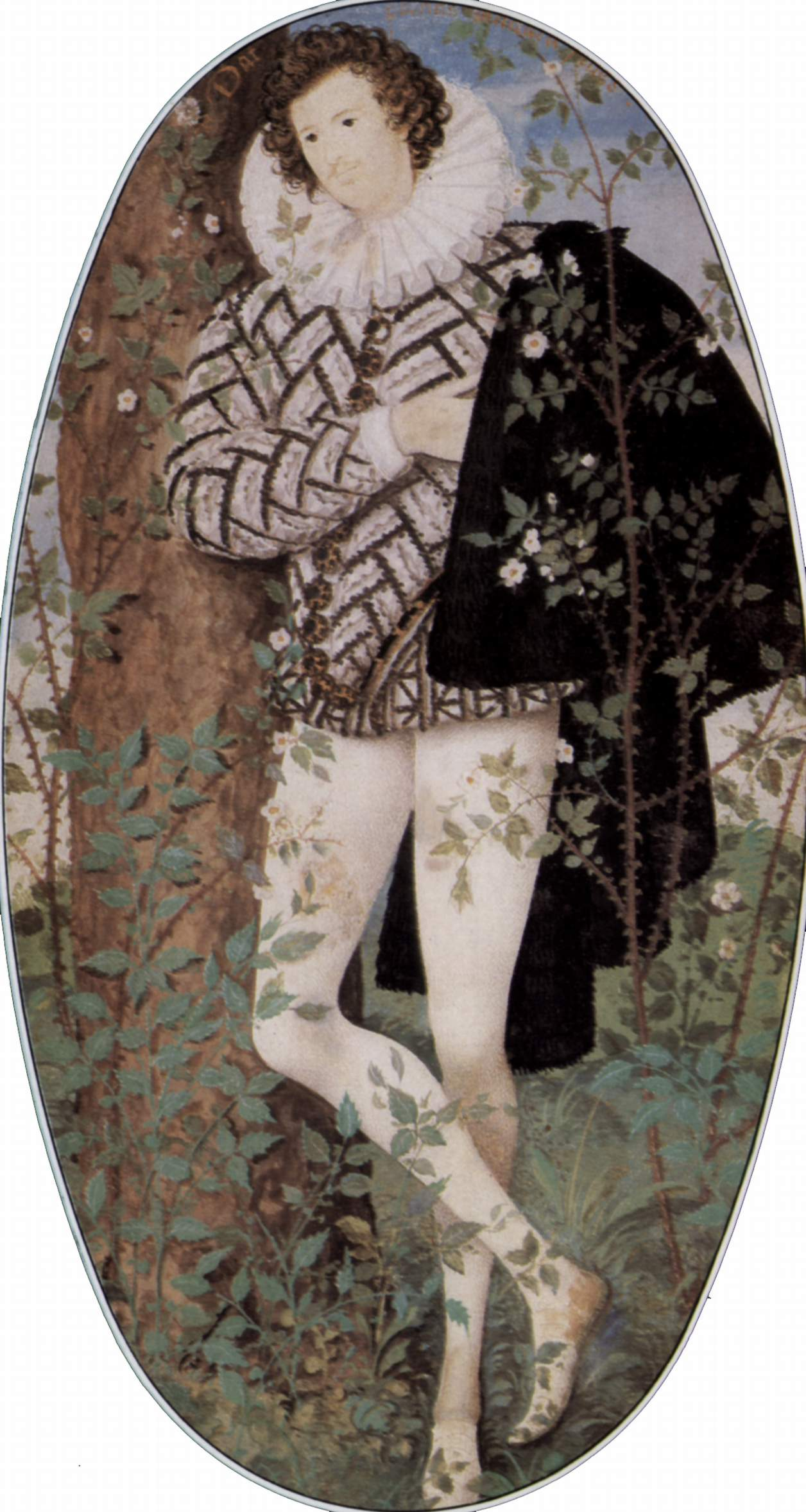
Jeune homme dans un arrière plan de roses, 1588, « très certainement » Robert Devereux, 2e comte d'Essex, d’après Roy Strong, V&A
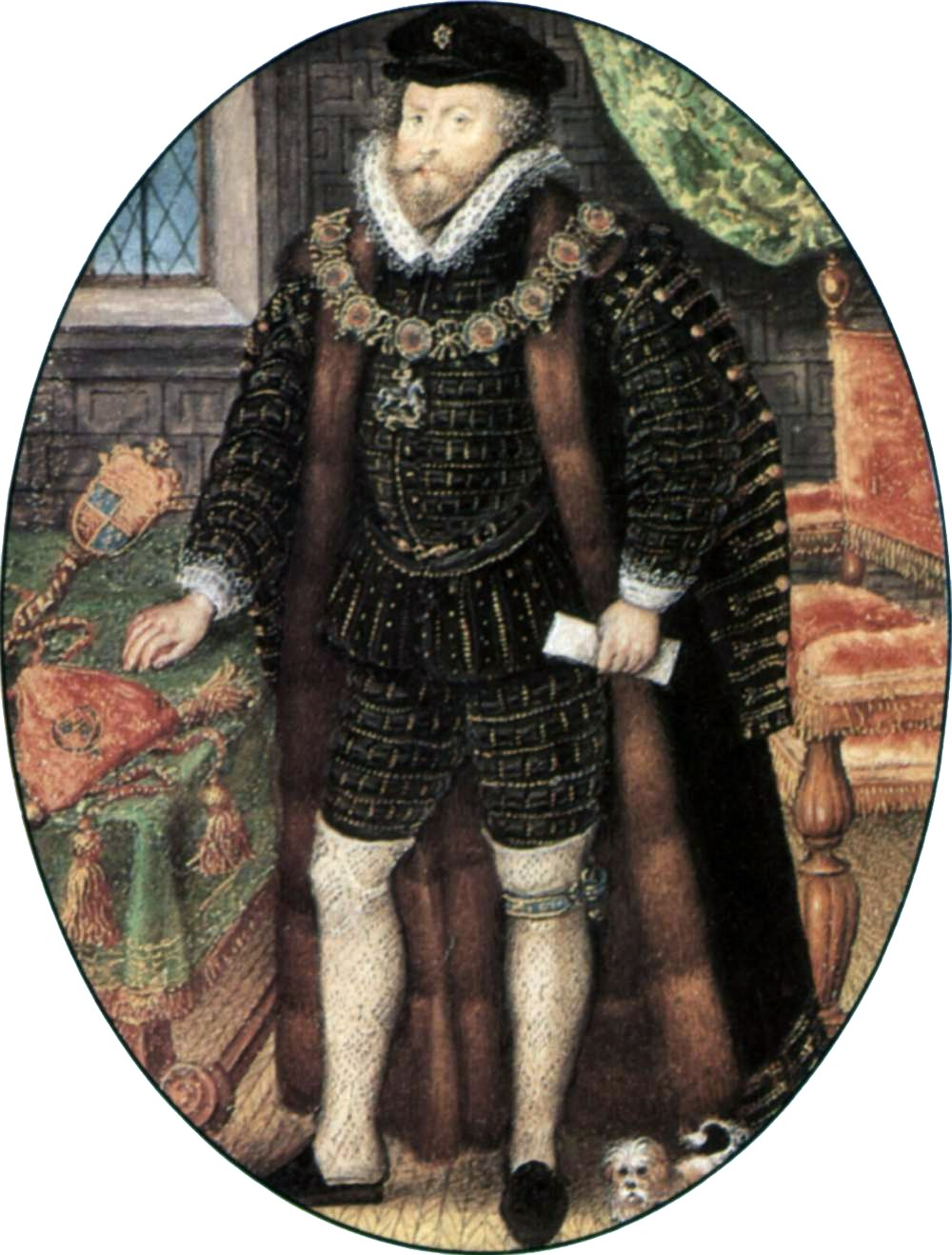
Christopher Hatton vers 1589
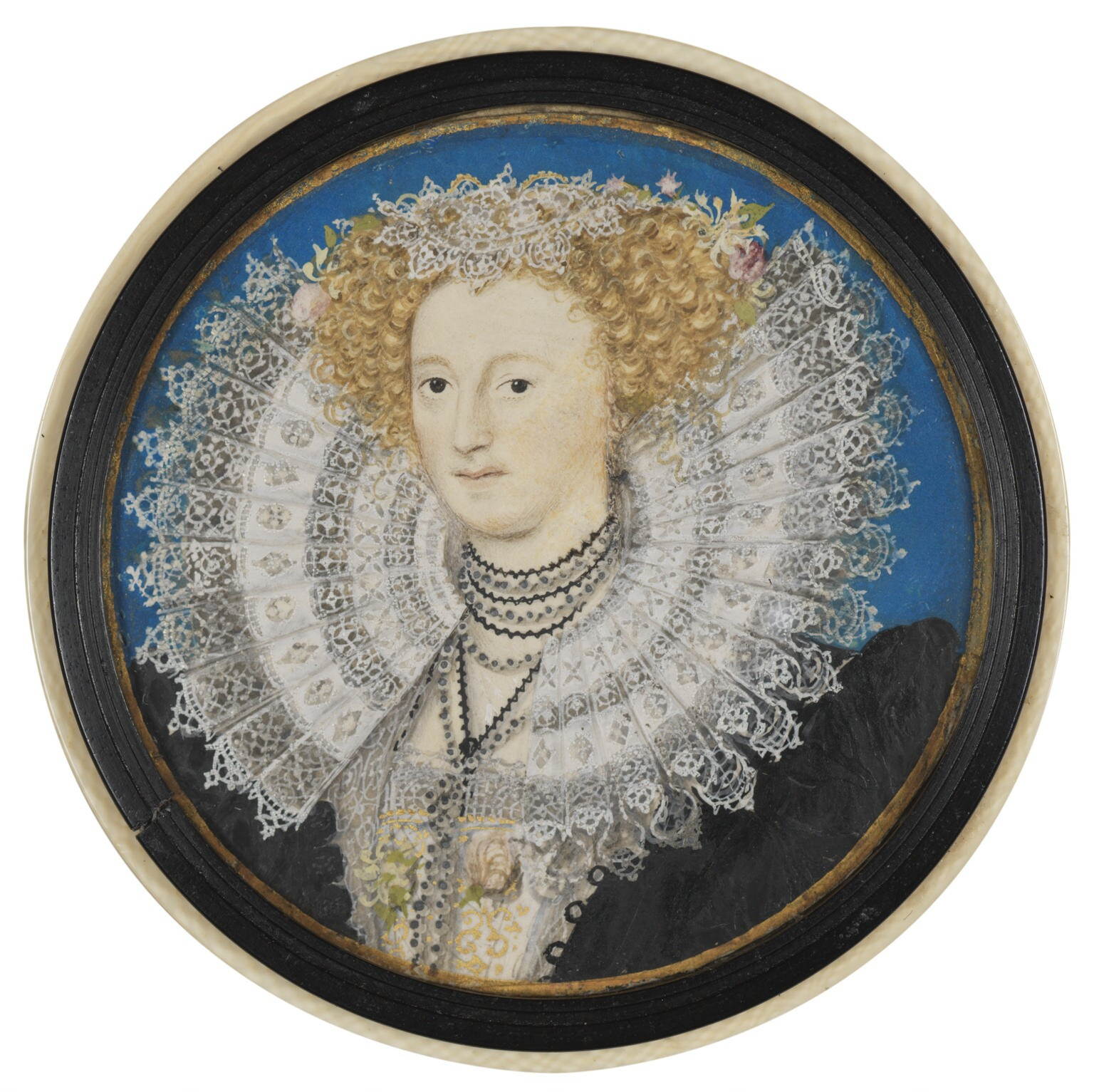
Mary Sidney, Comtesse de Pembroke vers 1590
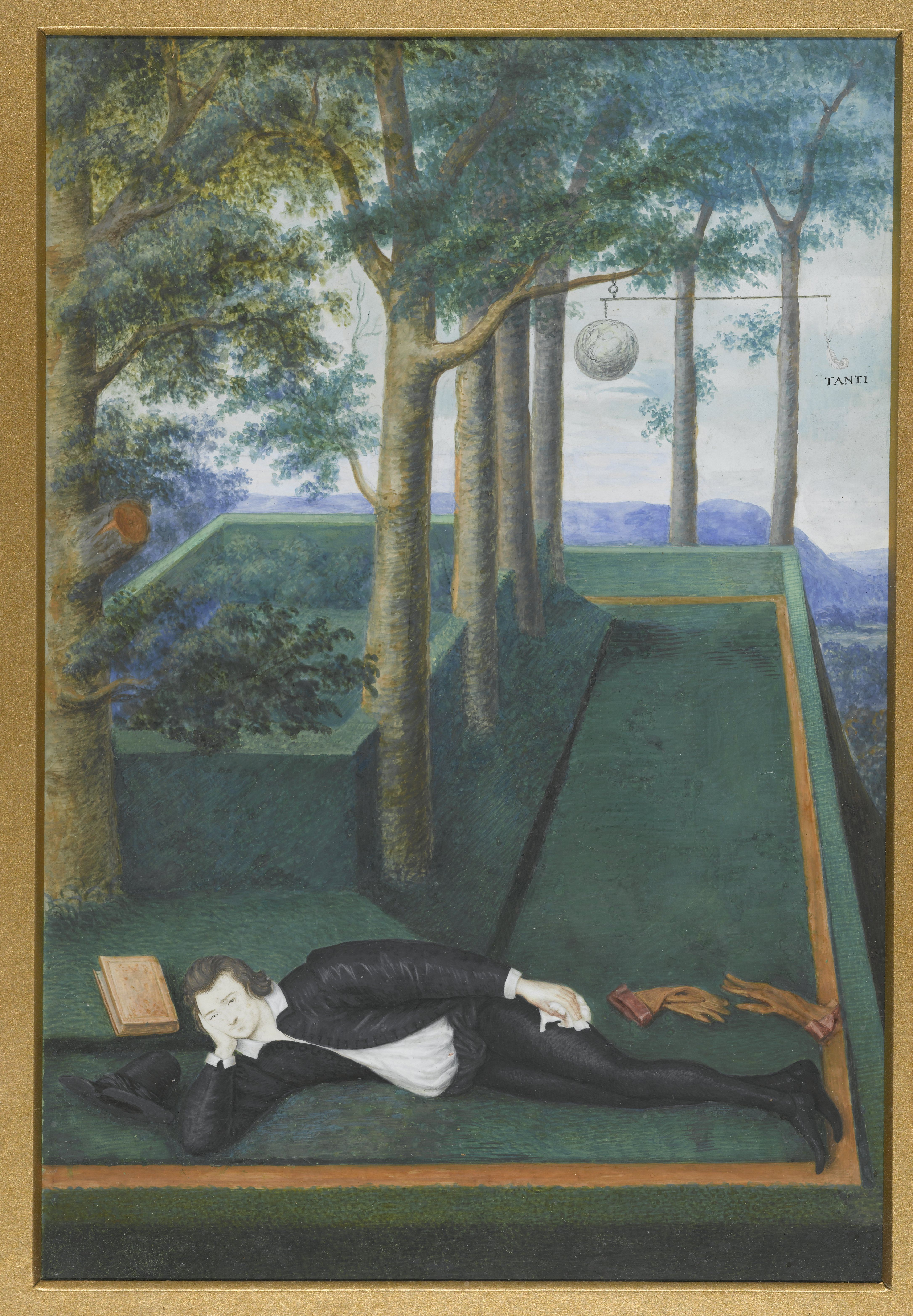
Henri Percy, 9e comte de Northumberland, dit le « Comte magicien », 1590-1595.
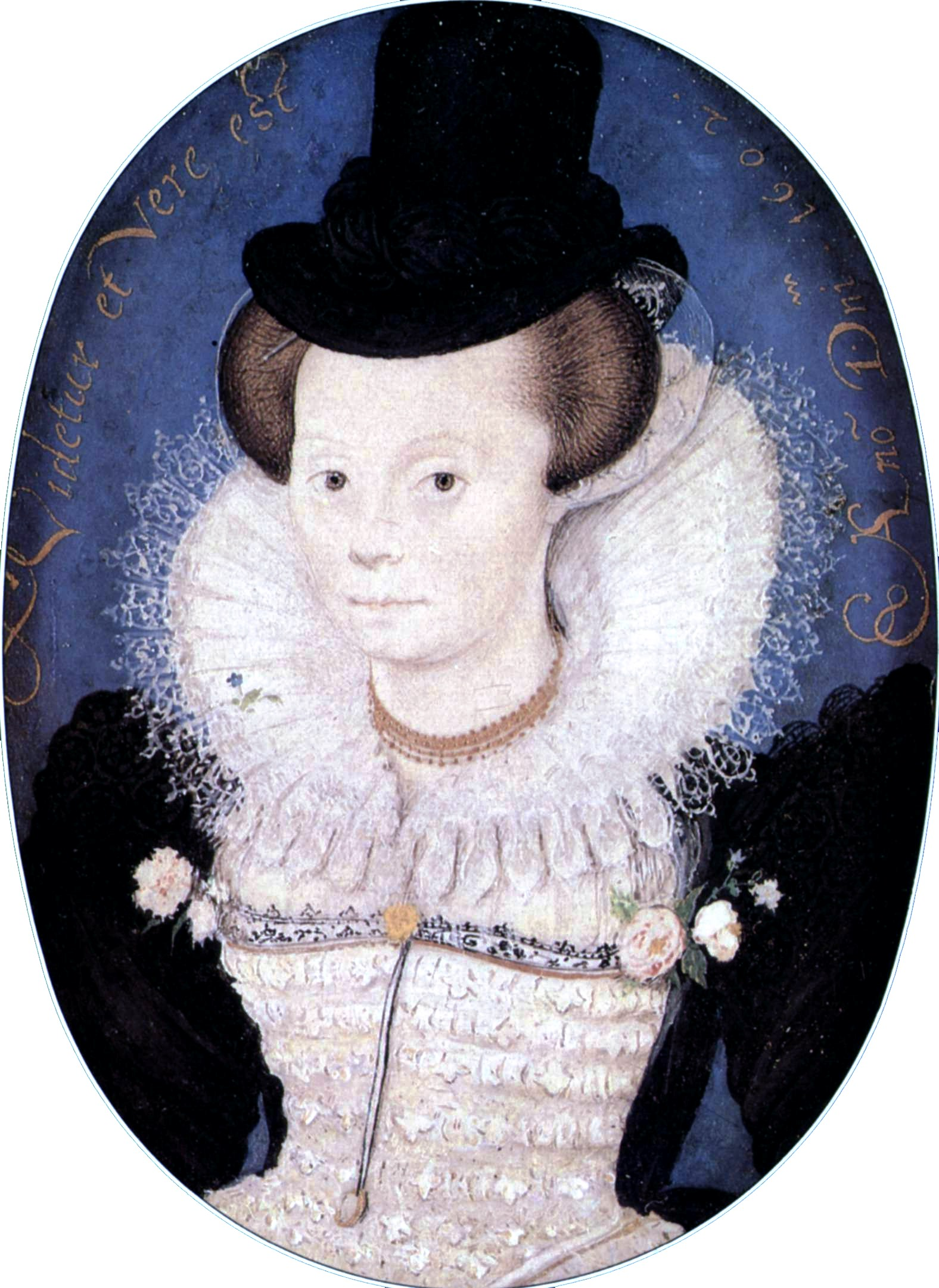
Portrait d’une inconnue, 1602, V&A.
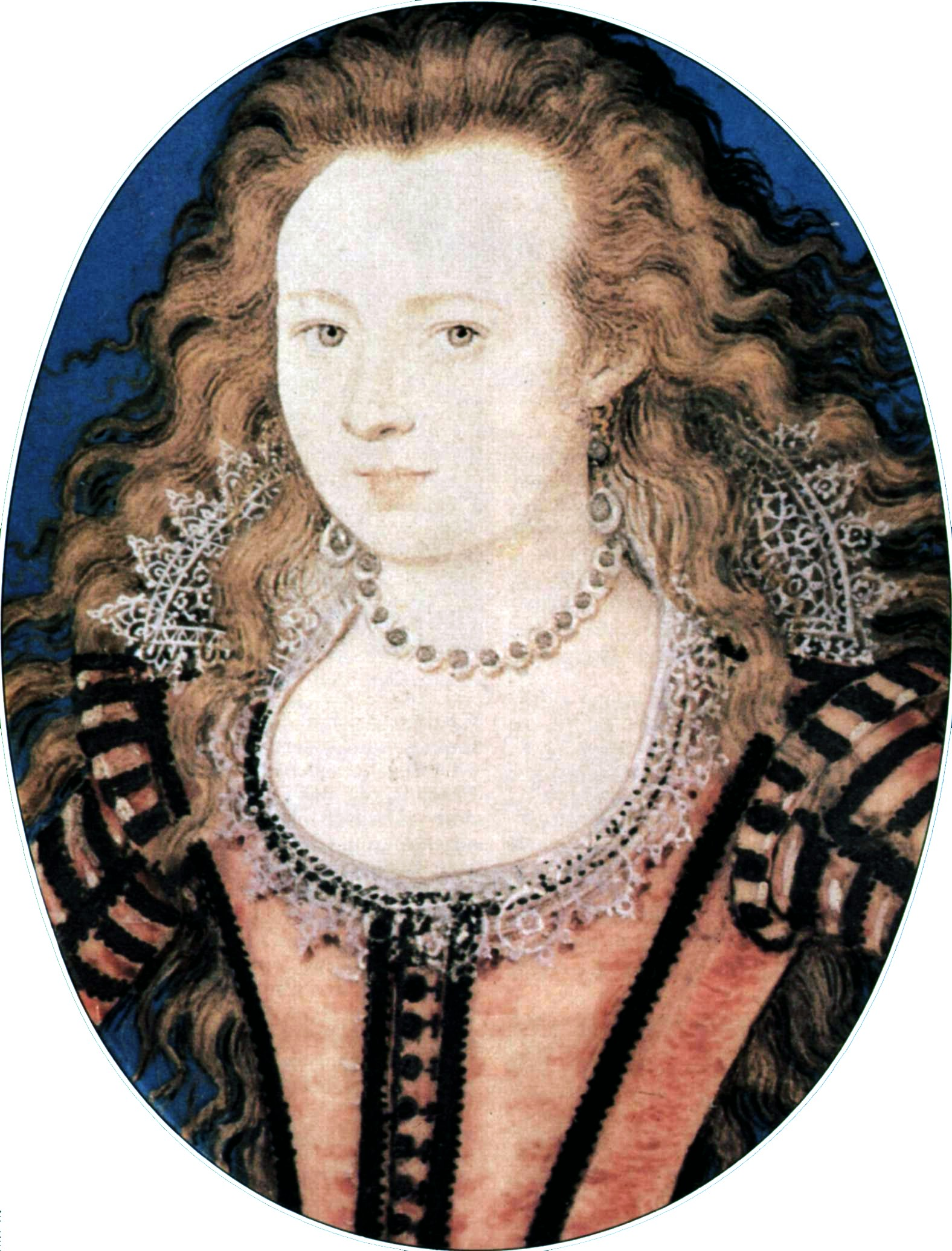
Élisabeth Stuart, fille de Jacques Ier, 1605-1610

### Dessins et enluminures

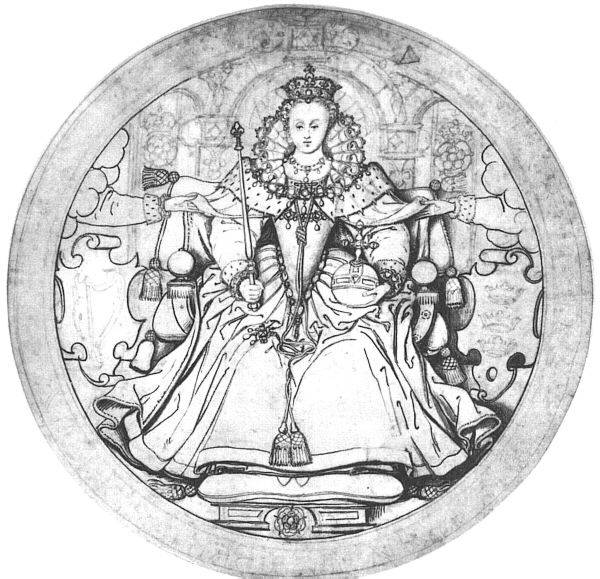
Dessin pour l'avers du Grand Sceau d'Irlande (n'a jamais été fabriqué) vers 1584. Les dessins d'Hilliardsont rares.
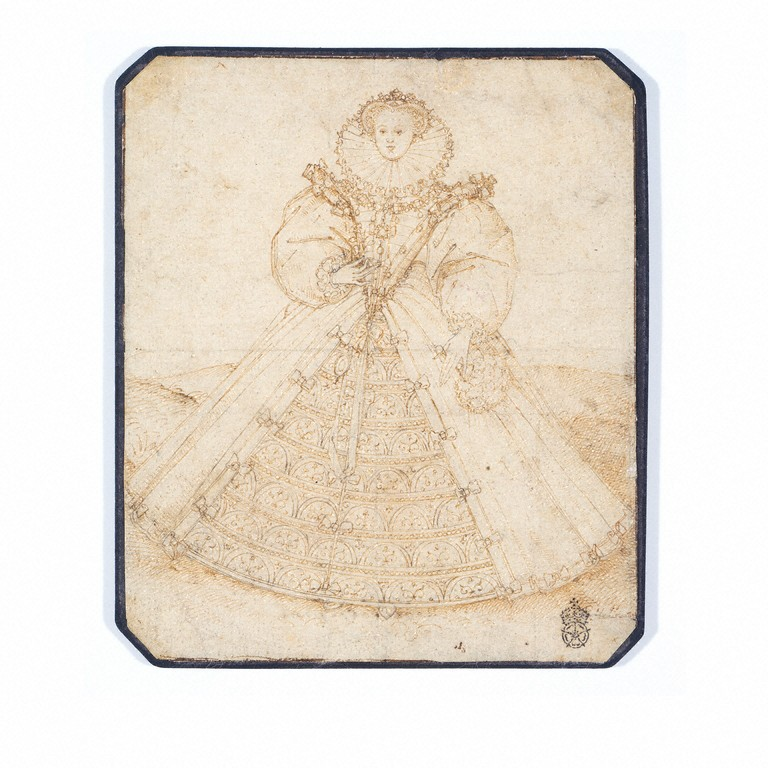
Probablement une des versions des dessins commandés par la Reine Élisabeth en 1584 pour son nouveau Grand Sceau d'Angleterre Une autre version a finalement été choisie (V&A.)
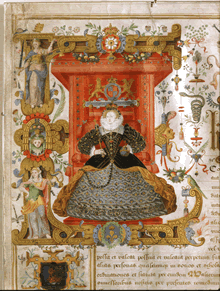
Statuts du Collège Emmanuel (Cambridge)
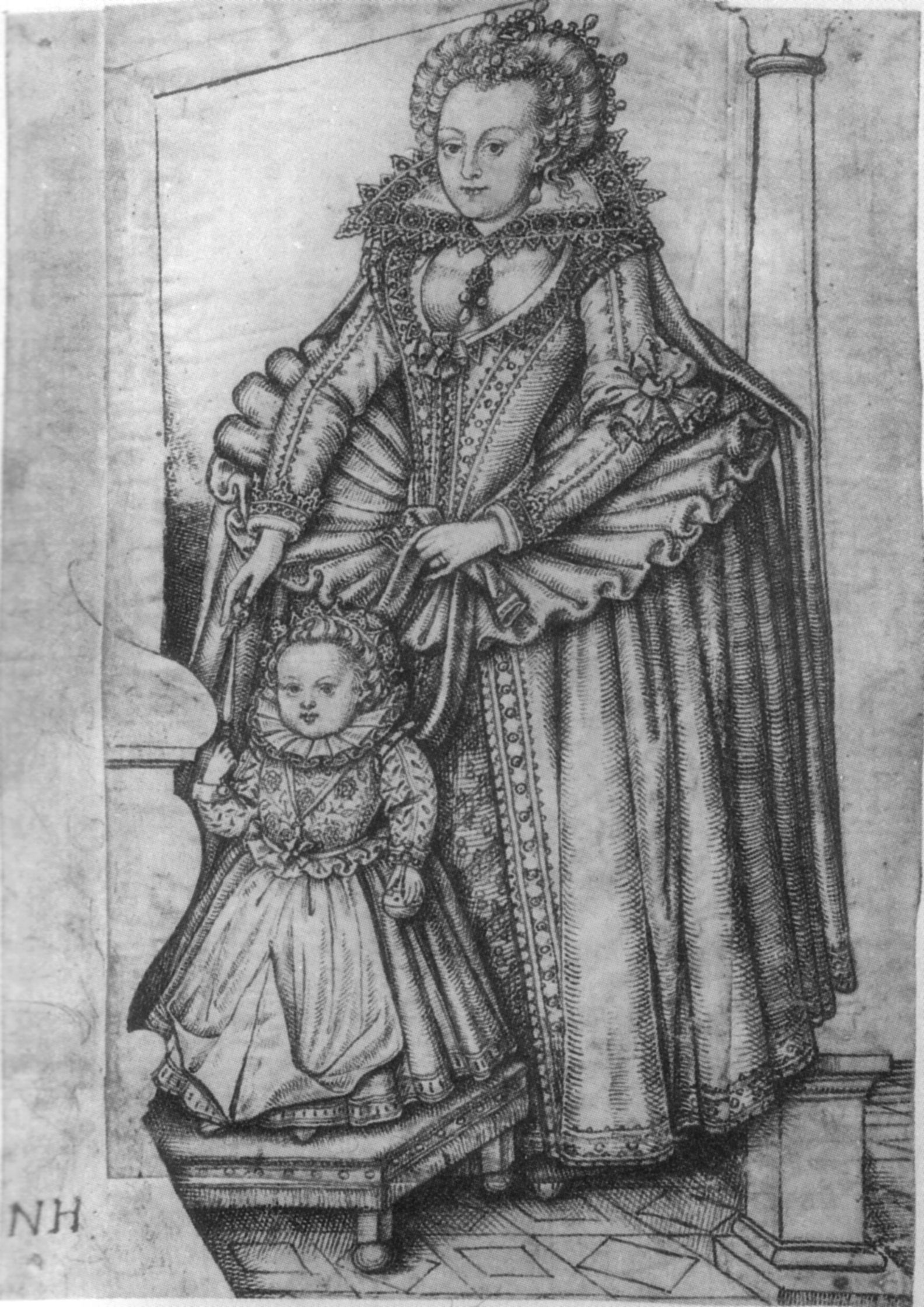
Dessin représentant Élisabeth Stuart, Electrice Palatine et son fils Frederick Henry. Probable travail de préparation à une gravure

### Généralités
- (en) Daphne Foskett, Miniatures, Dictionary and Guide, Woodbridge, Suffolk, Antiques Collector's Club Ltd, 1987
- (fr) Leo R. Schidlof, La miniature en Europe aux XVIe, XVIIe, XVIIIe et XIXe siècles, Graz, Zakademische Druck - U. Verlagsanstalt, 1964

### Monographies
- Erna Auerbach, Nicholas Hilliard, Londres, Routledge and Paul Kegan, 1961
- (fr) Raphaelle Costa de Beauregard, Nicholas Hilliard et l'imaginaire élisabéthain, éd. CNRS, 1991,  (ISBN 2-222-04493-6)
- (en) Raphaelle Costa de Beauregard, Silent Elizabethans : The Language of Colour in the Miniatures of Nicholas Hilliard and Isaac Oliver, Montpellier : éd. Charles Whitworth, collection Astraea, 2000
- (en) Mary Edmond, Hilliard and Oliver: The Lives and Works of Two Great Miniaturists, Londres, Robert Hale, 1983
- (en) Roy Strong, Nicholas Hilliard, 1975, Londres, Michael Joseph Ltd, 1975,  (ISBN 0-7181-1301-2)
- (en) Roy Strong, Gloriana: The Portraits of Queen Elizabeth I, Londres, Thames and Hudson, 1987,  (ISBN 0-500-25098-7)

### Catalogues d'exposition
- (fr) Les Miniatures du musée Condé à Chantilly, Portraits des maisons royales et impériales de France et d'Europe, Somogy Éditions d'Art, septembre 2007,  (ISBN 978-2-7572-0098-8)
- (en) Karen Hearn, ed. Dynasties: Painting in Tudor and Jacobean England 1530-1630. New York: Rizzoli, 1995,  (ISBN 0-8478-1940-X)
- (en) Graham Reynolds, Nicholas Hilliard & Isaac Oliver, Londres: Her Majesty's Stationery Office, 1971 (deuxième édition)
- (en) Roy Strong, Artists of the Tudor Court: The Portrait Miniature Rediscovered 1520-1620, Catalogue de l'exposition du Victoria and Albert Museum, 1983,  (ISBN 0-905209-34-6)

### Technique
- Katie Coombs & Alan Derbyshire, "Nicholas Hilliard’s Workshop Practice Reconsidered », Painting in Britain 1500-1630 : Production, Influences and Patronage, Londres et Oxford, The British Academy et Oxford University Press, 2015, p. 241-251
- (en) Arthur F. Kinney, Nicholas Hilliard's "Art of Limning", Northeastern University Press, 1983,  (ISBN 0-930350-31-6)
- Jim Murrell, The Way Howe to Lymne : Tudor miniature observed, Londres, Victoria & Albert Museum, 1983